# Шкала Данжона

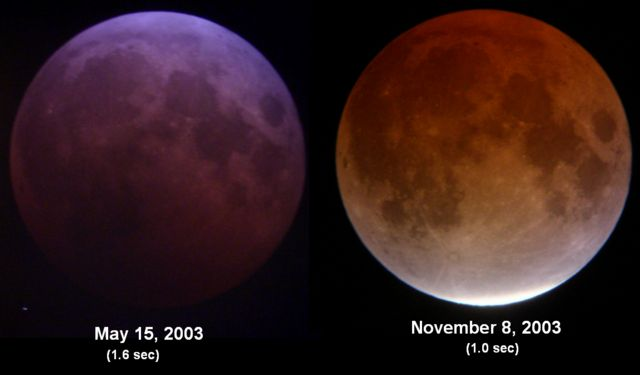
Два полных лунных затмения, имеющие яркость примерно в 2 (слева) и 4 (справа) балла по шкале Данжона

Шкала́ Данжо́на используется для оценки степени потемнения Луны во время полного лунного затмения. Предложена астрономом Андре-Луи Данжоном в 1921 году по результатам наблюдений освещённости поверхности Луны при нахождении её в геометрической тени Земли. Он также отметил, что яркость Луны при затмениях зависит от солнечной активности.
Свет, попадающий в тень Земли, является солнечным светом, рассеянным и преломлённым в слоях земной атмосферы. Яркость Луны во время затмения зависит как от того, насколько глубоко Луна вошла в тень Земли, так и от степени рассеяния и преломления солнечного света в земной атмосфере.
| Оценка | Описание |
| ------ | --- |
| 0      | Очень тёмное затмение. Луна почти невидима, особенно в середине полной фазы.                                          |
| 1      | Тёмное затмение, цвет луны серый или коричневатый. Детали различимы с трудом.                                         |
| 2      | Затмение темно-красного или ржавого цвета. Центральная часть тени очень тёмная, а её внешний край сравнительно яркий. |
| 3      | Кирпично-красное затмение. Тень обычно имеет яркий или жёлтый ободок.                                                 |
| 4      | Очень яркое медно-красное или оранжевое затмение. Тень имеет синеватый, очень яркий ободок.                           |